# Ледовый дворец спорта (Нефтекамск)
«Нефтекамский ледовый дворец спорта» — каток с искусственным льдом и трибунами для зрителей, расположен в городе Нефтекамске республики Башкортостан, Россия. Вместимость 2000 мест, открыт в начале 2007 года. Домашняя арена российского хоккейного клуба «Торос», выступающего в ВХЛ.

## Стройка
В 1984 году в городе была основана хоккейная команда «Торпедо» впоследствии «Торос». Долгое времени у неё не было своей площадки, затем появился крытый каток. Но в 2006 году с катка команду выгнали. Хоккеистам Нефтекамска стало негде играть и тренироваться. К решению проблемы сразу подключился президент Башкирии Муртаза Рахимов, большой любитель хоккея. Он распорядился выделить деньги на постройку арены для команды и соорудить её в кратчайшие сроки. 2 мая 2006 года в Нефтекамске, в красочной обстановке в присутствии высокопоставленных гостей, руководство ОАО «Башкирэнерго» и самого Рахимова был заложен первый камень дворца. Благодаря бесперебойному финансированию и благоволению руководства республики, дворец построили в рекордно короткие сроки- 6 месяцев. Уже в канун нового, 2007 года дворец был открыт.
Сейчас Ледовый дворец Нефтекамска это многофункциональный комплекс спорта и домашняя арена для Хоккейного клуба «Торос» и его одноименной хоккейной школы.

## Характеристики и использования
Вместимость дворца — 2000 мест. Трибуны расположены по трём стенам, четвёртая отдана под табло и комментаторские кабины. Дворец используется для проведения хоккейных матчей, тренировок по хоккею, катанию на коньках и для концертов.

## Спортивные события
- 20 сентября 2011 года — матч открытия Первенства МХЛ, хоккеисты Батыра играли с Ирбисом[1][2].
- 9 сентября 2012 года — матч открытия третьего чемпионата ВХЛ, встретятся Торос и Рубин.